# Orella de mar
Les orelles de mar (gènere Haliotis) són mol·luscs gastròpodes, l'únic gènere de la família Haliotidae. Tenen un forat a la conquilla per on surten els tentacles. Són apreciats per a obtenir-ne el nacre i també com a aliment.

## Característiques
Les conquilles de les orelles de mar tenen una estructura espiral oberta, i estan caracteritzades per diverses obertures respiratòries. La capa gruixuda de la conquilla està composta de nacre, que en moltes espècies és molt iridescent que fan les conquilles atractives per als humans i objectes decoratius. La part comestible principal és el múscul abductor.

## Espècies i subespècies

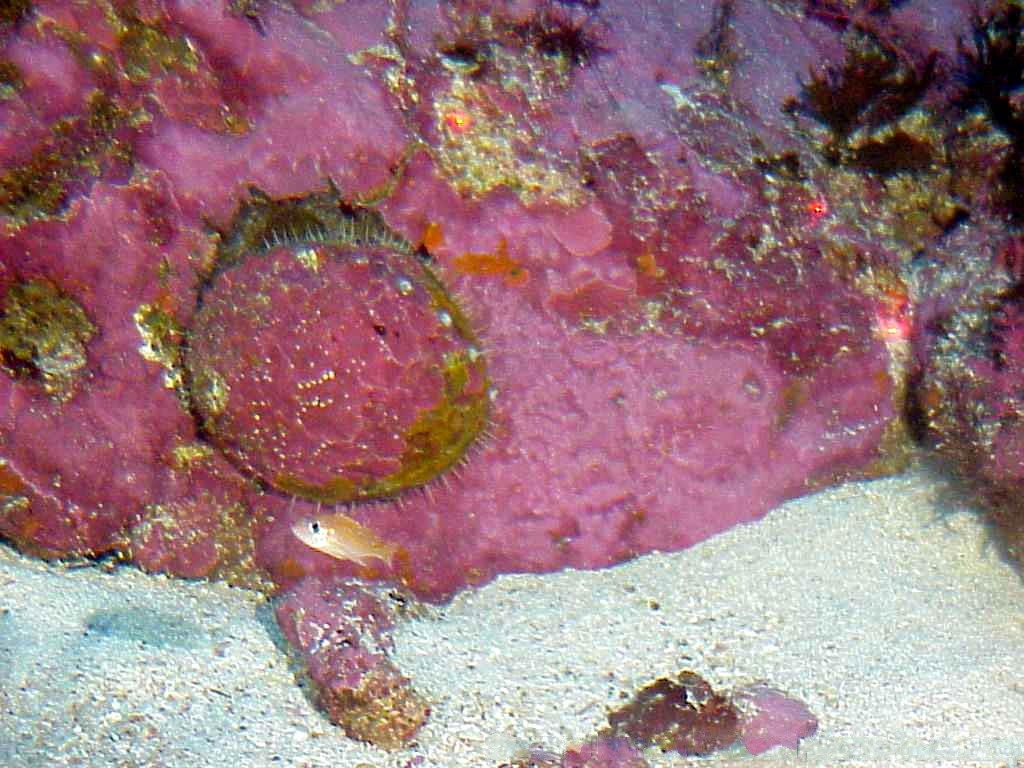
Haliotis sorenseni

El gènere Haliotis inclou unes 221 espècies:
- Haliotis australis, Austràlia,
- Haliotis ancile,
- Haliotis aquatilis, Japó
- Haliotis asinina,
- Haliotis assimilis,
- Haliotis brazieri,
- Haliotis clathrata
- Haliotis chimcham
- Haliotis coccoradiata,
- Haliotis conicopora,
- Haliotis corrugata,
- Haliotis cracherodii, 

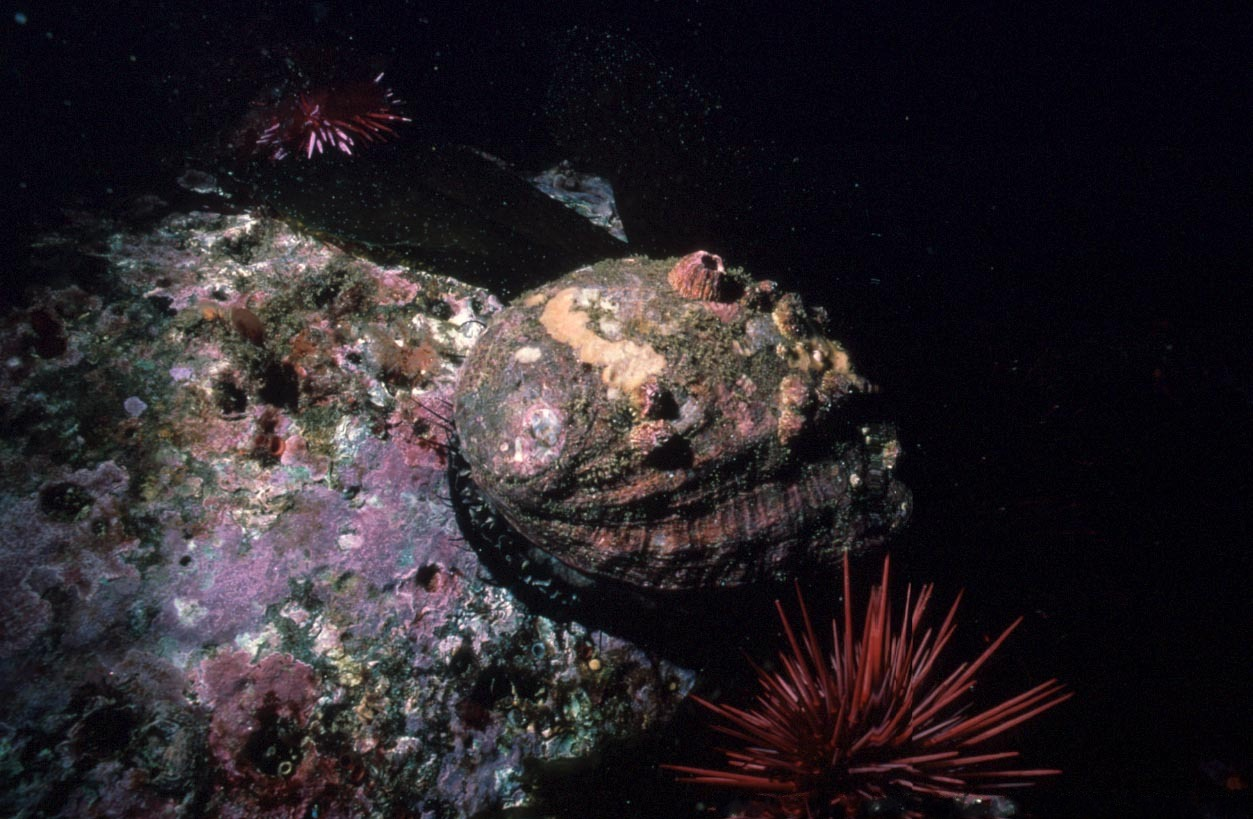
Haliotis corrugata

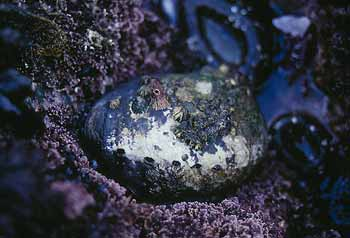
Haliotis cracherodii

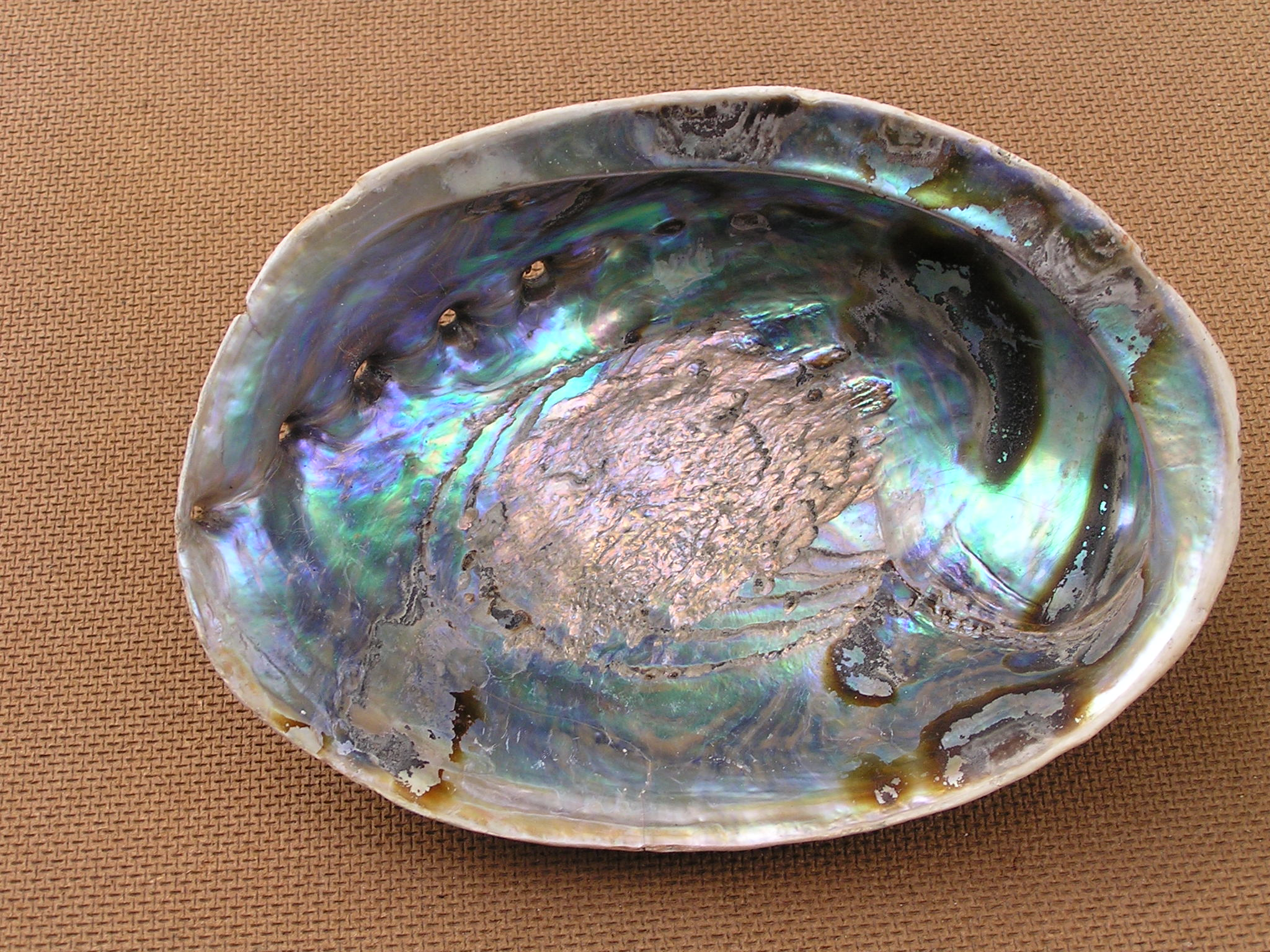
Haliotis iris

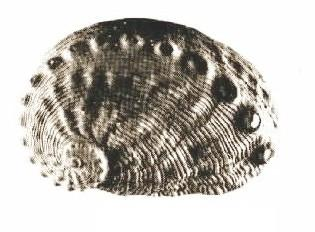
Haliotis pourtalesii

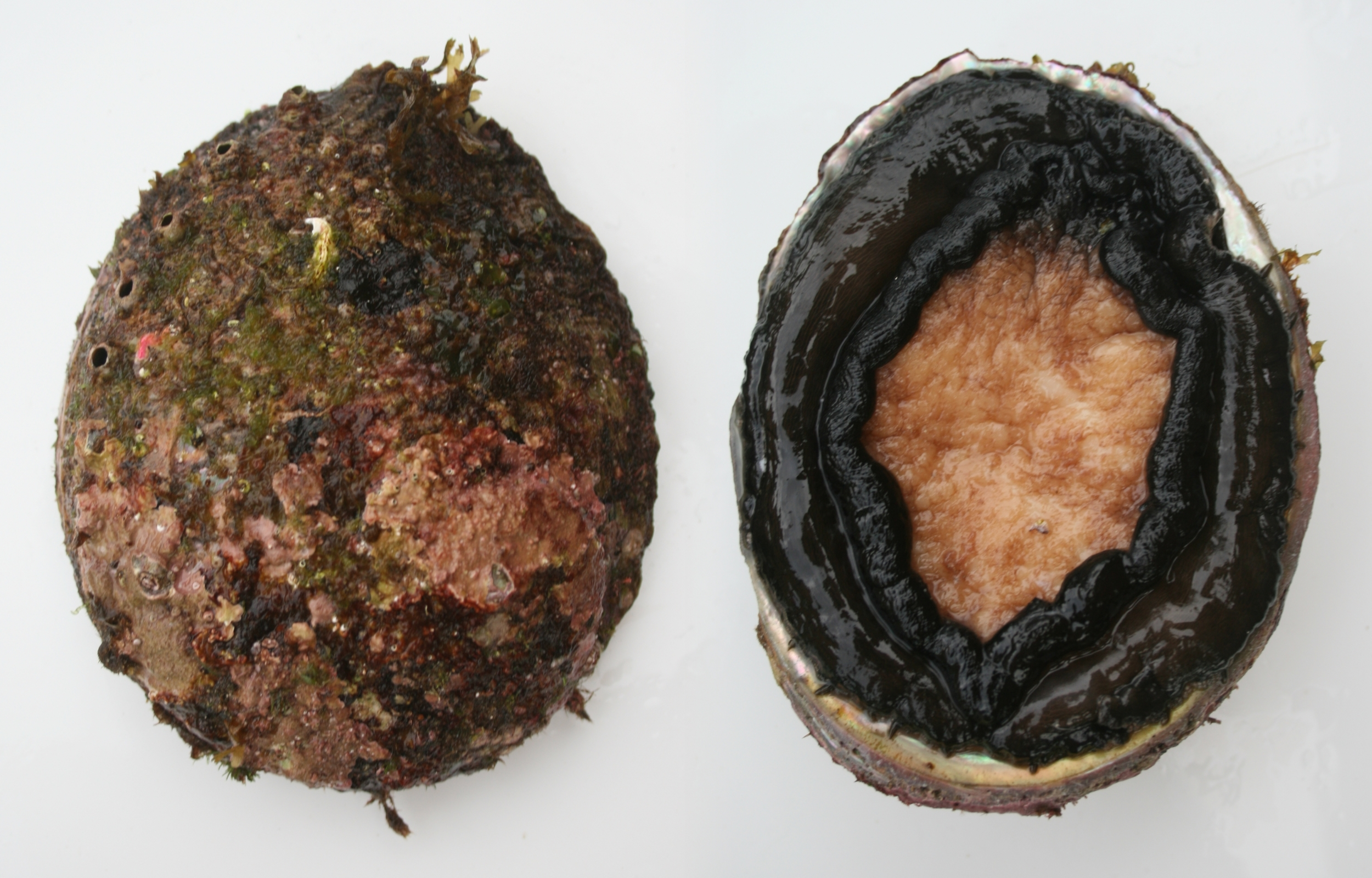
Haliotis rubra

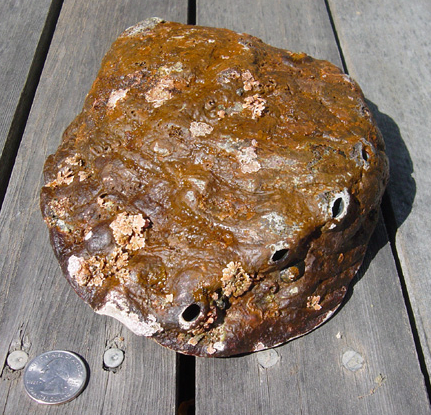
Haliotis rufescens

  - Haliotis cracherodii californiensis
  - Haliotis cracherodii cracherodii
- Haliotis crebrisculpta,
- Haliotis cyclobates,
- Haliotis dalli,
- Haliotis discus,
- Haliotis dissona
- Haliotis diversicolor,
- Haliotis diversicolor supertexta, Taiwan
- Haliotis dohrniana,
- Haliotis elegans,
- Haliotis emmae,
- Haliotis ethologus,
- Haliotis exigua
- Haliotis fatui
- Haliotis fulgens,
- Haliotis gigantea,
- Haliotis glabra,
- Haliotis hargravesi,
- Haliotis howensis,
- Haliotis iris,
- Haliotis jacnensis,
- Haliotis kamtschatkana, 
  - Haliotis kamtschatkana assimilis
  - Haliotis kamtschatkana kamtschatkana
- Haliotis laevigata,
- Haliotis madaka
- Haliotis mariae
- Haliotis melculus,
- Haliotis marfaloni,
- Haliotis midae,
- Haliotis multiperforata,
- Haliotis ovina,
- Haliotis parva,
- Haliotis patamakanthini
- Haliotis planata,
- Haliotis pourtalesii, 
  - Haliotis pourtalesii aurantium
  - Haliotis pourtalesii pourtalesii
- Haliotis pulcherrima,
- Haliotis pustulata
- Haliotis queketti,
- Haliotis roberti
- Haliotis roei,
- Haliotis rosacea,
- Haliotis rubiginosa
- Haliotis rubra,
- Haliotis rufescens,
- Haliotis rugosa
- Haliotis scalaris,
- Haliotis schmackenmuut,
- Haliotis semiplicata,
- Haliotis sorenseni,
- Haliotis spadicea,
- Haliotis speciosa,
- Haliotis squamata,
- Haliotis squamosa,
- Haliotis thailandis
- Haliotis tuberculata, sinònims: Haliotis varia, Haliotis barbouri
- Haliotis unilateralis
- Haliotis venusta,
- Haliotis virginea,
- Haliotis walallensis,